# Roberto Cortés
Roberto Cortés González (2 de febrer de 1902 - 30 d'agost de 1975) fou un futbolista xilè.

## Selecció de Xile
Va formar part de l'equip xilè a la Copa del Món de 1930.